# Doraegopis carinatus
Doraegopis carinatus is een slakkensoort uit de familie van de Zonitidae. De wetenschappelijke naam van de soort is voor het eerst geldig gepubliceerd in 1999 door E. Gittenberger.